# 사랑과 슬픔의 맨하탄
《사랑과 슬픔의 맨하탄》(영어: Q & A)은 미국에서 제작된 시드니 루멧 감독의 1990년 범죄 드라마 영화이다. 닉 놀티 등이 출연하였고, 버트 해리스 등이 제작에 참여하였다.

## 줄거리
거칠고 무례하며 훈장을 받은 뉴욕 경찰국 형사 마이크 브레넌 경위는 어두운 면과 특정 조직 범죄 조직과의 동업 관계를 가지고 있다. 브레넌은 소규모 푸에르토리코 범죄자를 처형하고 증인들을 위협하여 그가 정당 방위로 행동했다고 증언하게 한다. 지방 검찰청 살인국장 케빈 퀸은 이 사건을 젊은 변호사이자 전직 경찰관이며 근무 중 사망한 뉴욕 경찰국 경찰관의 아들인 알로이시우스 "앨" 프랜시스 라일리 부지방 검사에게 배정한다. 라일리는 브레넌으로부터 진술서를 받는데, 브레넌은 정보원의 제보에 따라 행동했으며 정당 방위로 총을 쐈다고 주장한다. 라일리의 정보는 그를 텍사도르라고 불리는 푸에르토리코 범죄 두목 "바비 텍스"에게 이끌고, 그의 아내 낸시 보쉬는 라일리의 전 여자친구이다. 그녀는 몇 년 전 앨에게 흑인 아버지를 소개했을 때 앨의 놀람을 인종 차별로 해석한 후 그들의 관계를 끝냈다. 앨은 그들의 로맨스를 다시 불붙이려 하지만, 그녀는 바비와 함께 있을 때 사랑받고 보호받으며 있는 그대로의 자신을 받아들여진다고 느끼기 때문에 그를 거부한다.
앨은 샘 "채피" 채프먼과 루이스 발렌틴 형사와 함께 푸에르토리코 지하 세계의 환경을 알기에 총격 사건에 의구심을 품는다. 조사를 통해 퀸과 브레넌 사이에 연관성이 있음이 밝혀진다. 브레넌은 자신의 증언을 반박할 수 있는 유일한 증인인 로저 "더 닷저" 몬탈보를 찾아낸다. 브레넌은 몬탈보를 찾아 침묵시키는 데 도움을 얻기 위해 발렌틴과 채피에게 뇌물을 주거나 위협한다. 한편, 바비 텍스는 마피아로부터 마약상에서 물러나라는 "초대"를 받는데, 이는 브레넌의 지원이 그들에게 여전히 유용하기 때문이다. 바비는 이에 맞서 브레넌에 대한 협박 수단으로 몬탈보를 찾기 시작한다. 그는 또한 낸시와 푸에르토리코에서 은퇴하기 위해 사업을 정리하기 시작한다.
바비는 브레넌보다 먼저 몬탈보를 찾아내고 그들은 바비가 저택과 요트를 소유한 푸에르토리코로 떠난다. 바비는 앨을 푸에르토리코로 부른다. 한편, 브레넌은 몬탈보의 연인인 트랜스젠더 호세 말피카를 찾아내고, 몬탈보의 자동 응답기에서 푸에르토리코의 보트 위 그의 위치를 알려주는 메시지를 들은 후 말피카를 살해한다. 앨은 지방 검찰청 수석 부지방 검사 블루멘펠드에게 보고한 후, 브레넌의 추격을 받으며 섬으로 날아간다. 거기서 바비는 앨에게 퀸(별명 "스키니")이 한때 바비의 거리 갱단 일원이었고 라이벌 갱단원을 쐈다고 말한다. 브레넌은 퀸의 명령에 따라 갱단의 전 멤버들을 사냥하고 있다. 퀸은 뉴욕주 법무 장관에 출마하려는 야망을 이루기 위해 자신의 과거를 지우고 싶어한다. 퀸이 브레넌이 경찰 초년 시절에 저지른 직권 남용 혐의를 쥐고 있기 때문에 브레넌은 선택의 여지가 없다.
브레넌은 몬탈보를 찾아 목을 조른다. 그는 보트의 연료 라인을 자르고 바비가 도착하기를 기다린다. 앨이 건 전화 한 통이 낸시를 구하지만, 바비는 폭발로 사망한다. 앨은 브레넌에 대한 체포 영장을 발부받지만 공항에서 그를 붙잡지 못한다. 그는 지방 검찰청으로 돌아와 브레넌이 기다리고 있는 것을 발견한다. 브레넌은 앨의 아버지에 대한 진실을 밝히는데, 그가 소수자들을 억압하는 "라인"의 일부인 뇌물 전달자이자 편협한 사람이었다는 것이다. 브레넌은 채피가 개입하려 하자 그를 쏜다. 브레넌은 이어진 총격전에서 다른 경찰관에게 총을 맞아 사망한다.
앨은 퀸에게 불려가는데, 퀸은 자신의 활동을 알고 있지만 다가오는 시장 선거를 고려할 때 부서가 당황을 피하기 위해 사건을 덮을 것이라고 말한다. 앨이 신문에 알리겠다고 위협하자, 블루멘펠드는 그를 막을 방법이 있다고 말하고 시장실 소식통이 앨의 돌아가신 아버지의 비행에 대한 증거를 유출할 수 있으며, 이는 그의 어머니가 과부 연금을 받지 못하게 할 것이라고 상기시킨다. 배신감과 환멸을 느낀 앨은 사무실을 난장판으로 만들고 사임한다. 그는 낸시가 자신에게 돌아오기를 바라며 푸에르토리코에서 그녀를 찾지만, 그녀를 발견했을 때 그녀는 바비의 죽음을 애도하며 그의 결혼 제안에 침묵한다.

## 출연진
- 닉 놀티
- 티머시 허턴
- 아먼드 아산티
- 리 리처드슨
- 패트릭 오닐
- 제니 루멧
- 찰스 S. 더턴
- 루이스 구스만
- 폴 칼더론
- 파이비시 핑컬
- 도미닉 키어네이시
- 빈센트 패스토어

## 기타 제작진
- 협력 제작: 릴리스 제이컵스
- 배역: 조이 토드
- 미술: 필립 로젠버그
- 의상: 앤 로스, 닐 스피색